# Anolis amplisquamosus
Espèce
Synonymes
- Norops amplisquamosus McCranie, Wilson & Williams, 1993

Statut de conservation UICN

 EN B1ab(iii,v) : En danger
Anolis amplisquamosus est une espèce de sauriens de la famille des Dactyloidae. 

## Répartition
Cette espèce est endémique du Honduras. Elle se rencontre dans la Sierra de Omoa.

## Publication originale
- McCranie, Wilson & Williams, 1993 "1992" : A new species of anole of the Norops crassulus group (Sauria: Polychridae) from northwestern Honduras. Caribbean Journal of Science, vol. 28, no 3/4, p. 208-215.